# Betung Timur
Betung Timur is een bestuurslaag in het regentschap Ogan Komering Ulu van de provincie Zuid-Sumatra, Indonesië. Betung Timur telt 497 inwoners (volkstelling 2010).